# Eel Pie Island
Eel Pie Island (Aalpasteten-Insel) ist eine Insel in der Themse. Sie liegt in Twickenham Riverside, einem Stadtteil von London, der zum Stadtbezirk London Borough of Richmond upon Thames gehört. Die Insel kann nur über eine Fußgängerbrücke oder per Boot erreicht werden. In den 1960ern wurde sie durch Jazz-, R&B- und Rock-Konzerte bekannt.
Früher hieß die Insel „Twickenham Ait“ (Twickenham-Werder), davor „The Parish Ait“ (Gemeinde-Werder). Vor dieser Zeit bestand die Insel aus drei separaten Werdern. Bereits 1889 wurde eine Brücke zur Insel vorgeschlagen, die jedoch erst 1957 verwirklicht wurde. Heute befinden sich auf der Insel etwa 50 Gebäude mit 120 Bewohnern, einige Werften, kleinere Unternehmen und Kunstateliers. An beiden Enden der Insel gibt es Naturschutzgebiete, die jedoch für die Öffentlichkeit gesperrt sind.
Die Insel befindet sich in Privatbesitz, über die Brücke ist nur der Hauptweg öffentlich zugänglich. An einigen Wochenenden im Jahr, üblicherweise im Juni und Dezember, veranstalten die „Eel Pie Island Art Studios“ Tage der offenen Tür, bekannt als „Artists’ Open Studios“.
Die „Eel Pie Studios“, zuvor „Oceanic Studios“, im „Boathouse“ in Twickenham, unweit von Eel Pie Island am Themse-Ufer, gehörten bis 2008 Pete Townshend. Townshends Eel Pie Publishing ist ebenfalls nach Eel Pie Island benannt.
Auf Eel Pie Island befindet sich der „Twickenham Rowing Club“, einer der ältesten Ruderclubs an der Themse, sowie der „Richmond Yacht Club“.

## Eel Pie Island Hotel

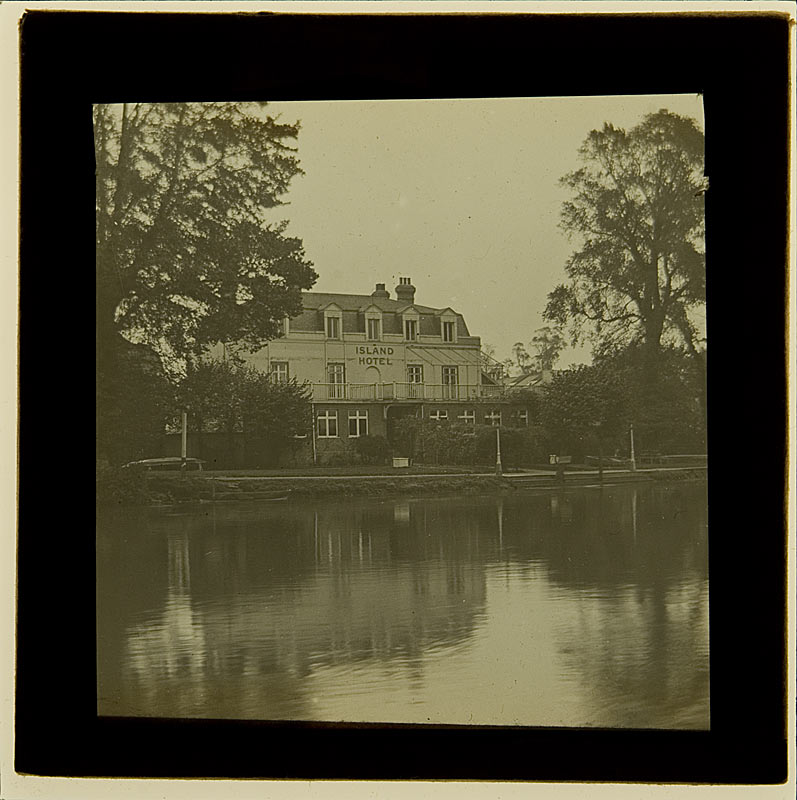
Eel Pie Island Hotel

Im Eel Pie Island Hotel, einem Gebäude aus dem 19. Jahrhundert, fanden in den 1920ern und 1930ern Tanzveranstaltungen statt. Ab 1956 betrieb Brian Rutland, Trompeter und Leiter der „The Grove Jazz Band“, in dem wieder eröffneten Hotel einen Jazzclub. Später übernahm Arthur Chisnall den Club, in dem in den 1960ern Rhythm and Blues und Rockmusik den Jazz verdrängten.
Zu den Musikern und Bands, die bis 1967 im Eel Pie Island Hotel auftraten, zählen unter anderem Long John Baldry’s Hoochie Coochie Men (mit Rod Stewart), Acker Bilk, Ken Colyer, Cyril Davies Rhythm & Blues All Stars, The Downliners Sect, John Mayall’s Bluesbreakers (mit Eric Clapton), George Melly, The Rolling Stones, The Tridents (mit Jeff Beck), The Who und The Yardbirds.
1967 musste der Club schließen, da die Kosten für Reparaturen, die von den Behörden verlangt wurden, zu hoch waren. 1969 wurde er für kurze Zeit als Colonel Barefoot’s Rock Garden wieder betrieben. Es traten untere anderem Black Sabbath, The Edgar Broughton Band, Stray, Genesis und Hawkwind (als „Hawkwind Zoo“) auf.
Nach diesem Zwischenspiel wurde das Eel Pie Island Hotel 1969 von einer Anarchistengruppe besetzt, zu denen der Illustrator Clifford Harper gehörte. 1970 war daraus die größte Hippie-Kommune im Vereinigten Königreich geworden.
1971 brannte das Eel Pie Island Hotel ab. Ein weiteres Feuer verwüstete das Inselzentrum 1996. Im Jahr darauf wurde die Fußgängerbrücke beschädigt. Eine neue Fußgängerbrücke wurde im August 1998 eröffnet.